# ریچارد گاد
ریچارد گاد (انگلیسی: Richard Gadd؛ زادهٔ ۱۱ مه ۱۹۸۹) نویسنده، بازیگر و کمدین اسکاتلندی است. او در سال ۲۰۲۴ مجموعهٔ درام بچه گوزن را بر پایهٔ نمایش خودش ساخت و در آن بازی کرد.

## آغاز زندگی و تحصیل
ریچارد گاد در ۱۱ مه ۱۹۸۹ در روستای ورمیت اسکاتلند به دنیا آمد.
او در کالج مَدرس تحصیل کرد و ادبیات انگلیسی و مطالعات تئاتر را در دانشگاه گلاسکو خواند. او در مدرسه درام آکسفورد آموزش دید و یک دوره یک ساله را در سال ۲۰۱۲ گذراند.

## زندگی شخصی
گاد دوجنس‌گرا است. او می‌گوید توسط مردی که در آغاز کارش با او آشنا شده بود مورد تعرض جنسی قرار گرفت. او با یک زن ترنسجندر در رابطه بوده است. او می‌گوید که بعداً توسط یک زن مسن‌تر مورد تعقیب و تعرض جنسی قرار گرفت. این وقایع در نمایش ادینبورگ سال ۲۰۱۹ او و مجموعه بچه گوزن نمایش داده شد. زن توصیف‌شده، فیونا هاروی، اتهامات گاد و نمایش خود در این مجموعه را رد می‌کند، هرگز به زندان نرفته، و نتفلیکس را به دلیل افترا شکایت کرد.
گاد سفیر We Are Survivors است؛ یک سازمان خیریه در بریتانیا که برای کمک به مردان مورد سوءاستفاده جنسی اختصاص یافته است.